# Tours
Tours (wymowaⓘ, tuɾ) – miasto i gmina w środkowej Francji, nad rzeką Loarą, w Regionie Centralnym-Dolinie Loary, prefektura departamentu Indre i Loara, w krainie historyczno-geograficznej Turenia.

## Charakterystyka
Według danych na rok 2007 gminę zamieszkiwało 142 000 osób, a gęstość zaludnienia wynosiła 4133 osób/km² (wśród 1842 gmin Regionu Centralnego Tours plasuje się na 1. miejscu pod względem liczby ludności, natomiast pod względem powierzchni na miejscu 254.).
Tours to ośrodek handlowy. Przemysł: włókienniczy i sukienniczy.
Od V wieku Tours jest ośrodkiem kultu świętego Marcina.
Od małego drewnianego kościoła w Tours, zwanego Capella, w wielu językach świata wziął się wyraz kaplica, z powodu złożonego tam płaszcza św. Marcina (z łac. cappe, po fr. chape). Kościół ten wzniósł w 1. połowie V wieku w Tours nad grobem św. Marcina jego uczeń i następca, biskup Święty Brykcjusz (zm. ok. 444). Kościół Capella był celem pielgrzymek i w r. 470 został rozbudowany do bazyliki przez kolejnego biskupa Tours Perpetuusa.

## Zabytki
- Gotycka katedra St. Gatien (XIV-XVI w.)
- Kościół Saint-Julien (XIII w.)
- Zabytkowe domy, pałace, kamienny most

## Gospodarka
W Tours znajdują się zakłady firmy STMicroelectronics produkującej półrzewodniki.

## Transport
- Gare de Tours

## Galeria zdjęć

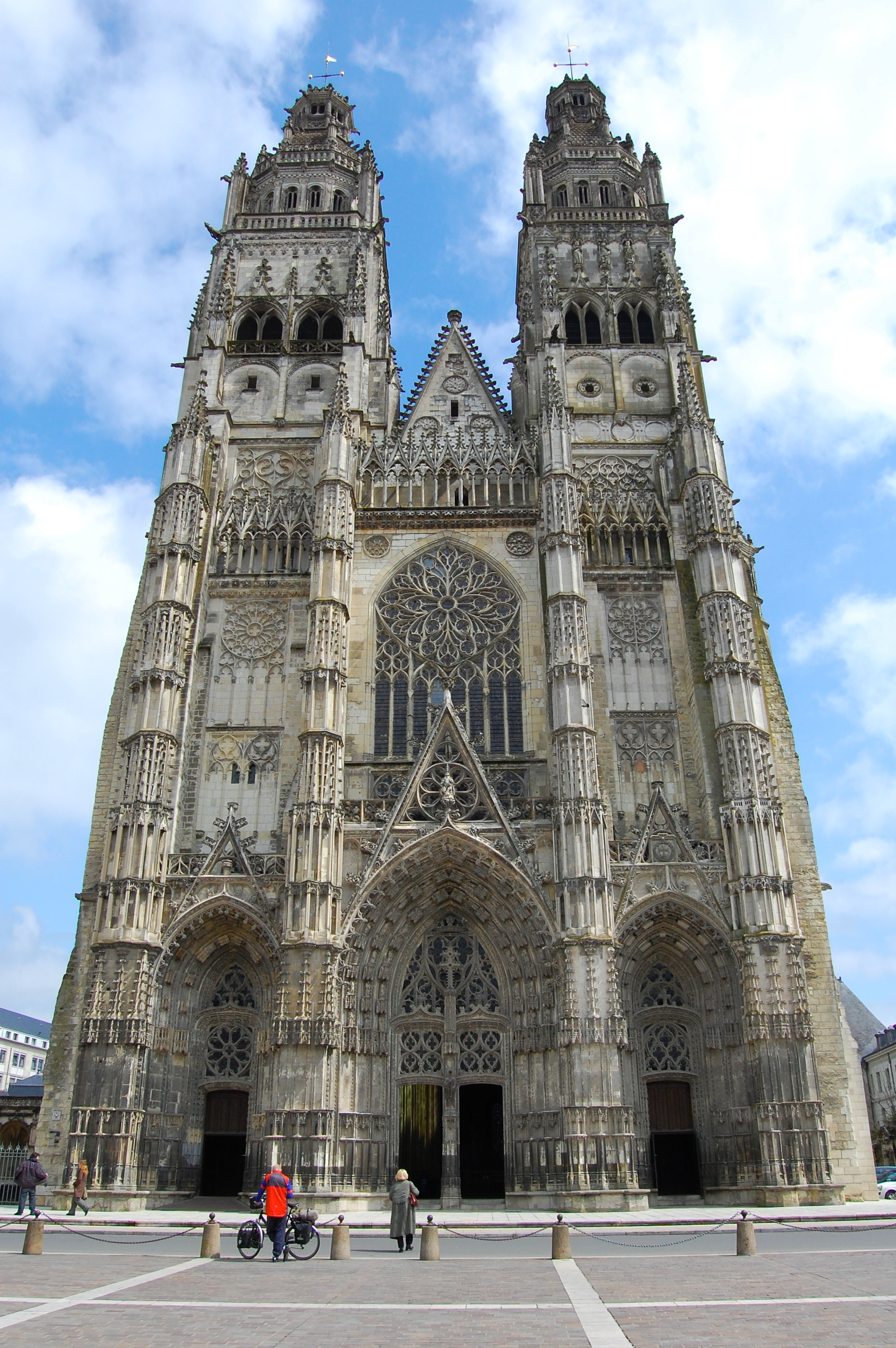
Katedra
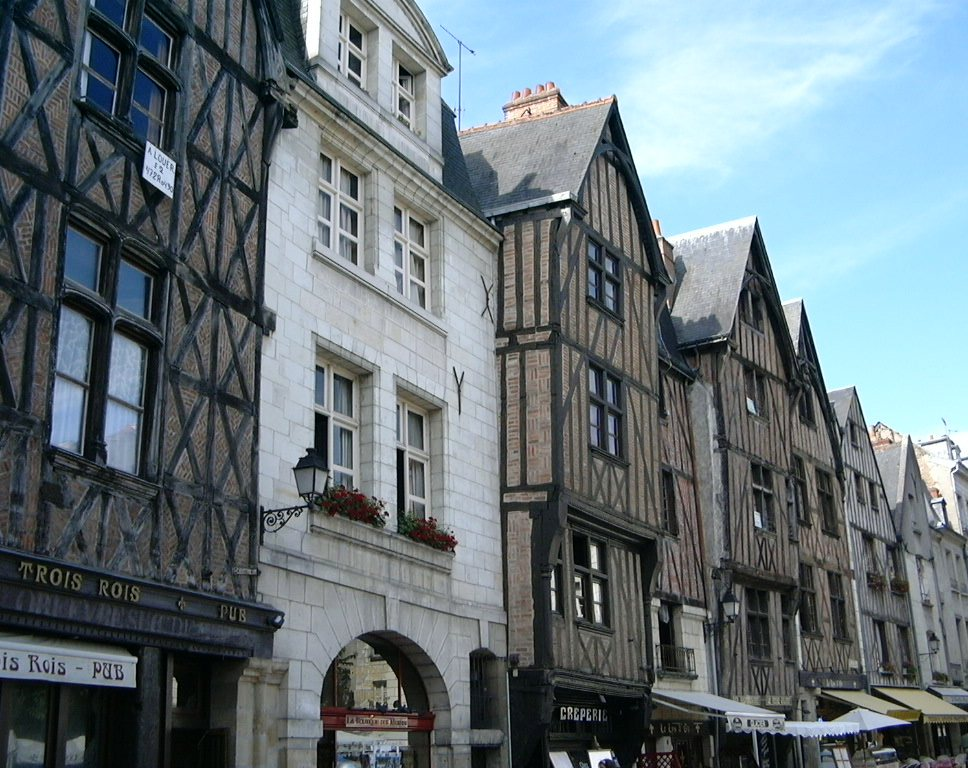
Zabytkowe domy
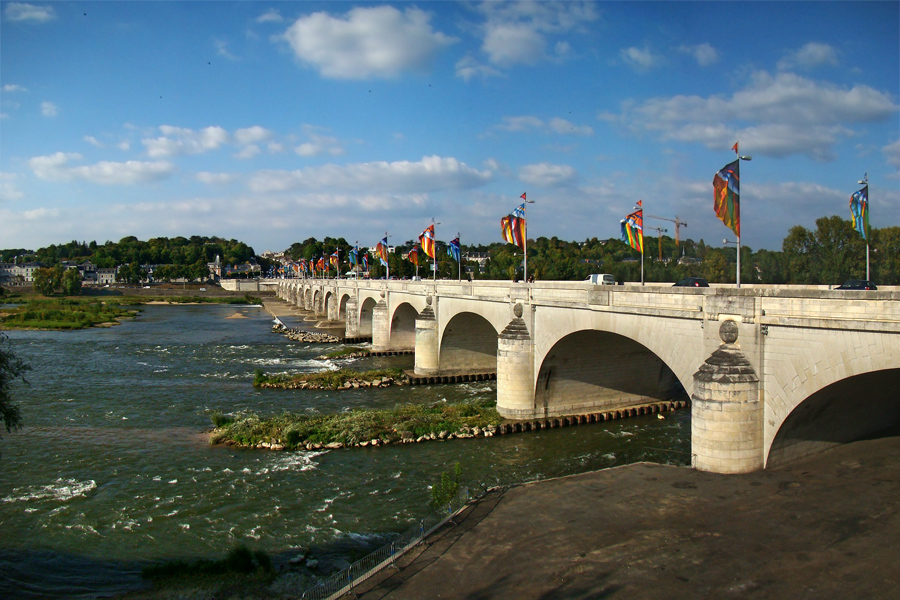
Most Wilsona (pont Wilson)

## Miasta partnerskie
- Mülheim an der Ruhr, Niemcy
- Segowia, Hiszpania
- Parma, Włochy
- Luoyang, Chińska Republika Ludowa
- Springfield, Stany Zjednoczone
- Trois-Rivières, Kanada
- Takamatsu, Japonia
- Braszów, Rumunia
- Minneapolis, Stany Zjednoczone
- Maribor, Słowenia

## Osoby związane z Tours
- święty Marcin – biskup Tours
- ZAZ Isabelle Geffroy – piosenkarka (również autorka tekstów)